# Semaprochilodus taeniurus
Semaprochilodus taeniurus, conocido popularmente en Brasil como Jaraqui, es una especie de pez Characiformes de la familia Prochilodontidae.

## Morfología
Los machos pueden llegar alcanzar los 24 cm de longitud total. Presentan manchas en ambos lados del cuerpo, que permanecen toda su vida, aspecto que los diferencia de la especie Semaprochilodus insignis.

## Hábitat y distribución geográfica
Es un pez de agua dulce y de  clima tropical (23 °C-26 °C). Se encuentran en Sudamérica, en la cuenca central del río Amazonas.